# Kerti dália
A kerti dália vagy változékony dália (Dahlia pinnata vagy Dahlia × pinnata) a fészkesvirágzatúak (Asterales) rendjébe, ezen belül az őszirózsafélék (Asteraceae) családjába tartozó faj.
Nemzetségének a típusfaja.

## Rendszertani eltérés
Egyes kutatások és genetikai tesztek arra utalnak, hogy a mai Dahlia pinnata-nak nevezett növény valójában hibrid Dahlia × pinnata név alatt, a Dahlia sorensenii nevű dáliafajnak egy mesterséges változata. Legalábbis Antonio José Cavanilles erről a termesztett növényről írta le a kerti dáliát. Ennek a növénynek a vad, eredeti alakja meglehet, hogy mára már kihalt.

## Előfordulása
A kerti dália eredeti előfordulási területe a közép-amerikai Mexikó, Belize, Costa Rica és Panama területe.
Közkedvelt kerti dísznövényként az ember széthordta az egész világban. Az új élőhelyein néhol vadon is nő; az ilyen helyek a következők: Kuba, Ecuador, Kolumbia, Kamerun, Etiópia, a Brit-szigetek, Norvégia, a kontinentális Európa legnagyobb része - kivéve a Németalföldet, az Alpokat és az európai Oroszországot -, Azerbajdzsán, Örményország, Közép-Ázsia, Pakisztán, India és elszórtan Délkelet-Ázsia néhány vidéke.

## Képek

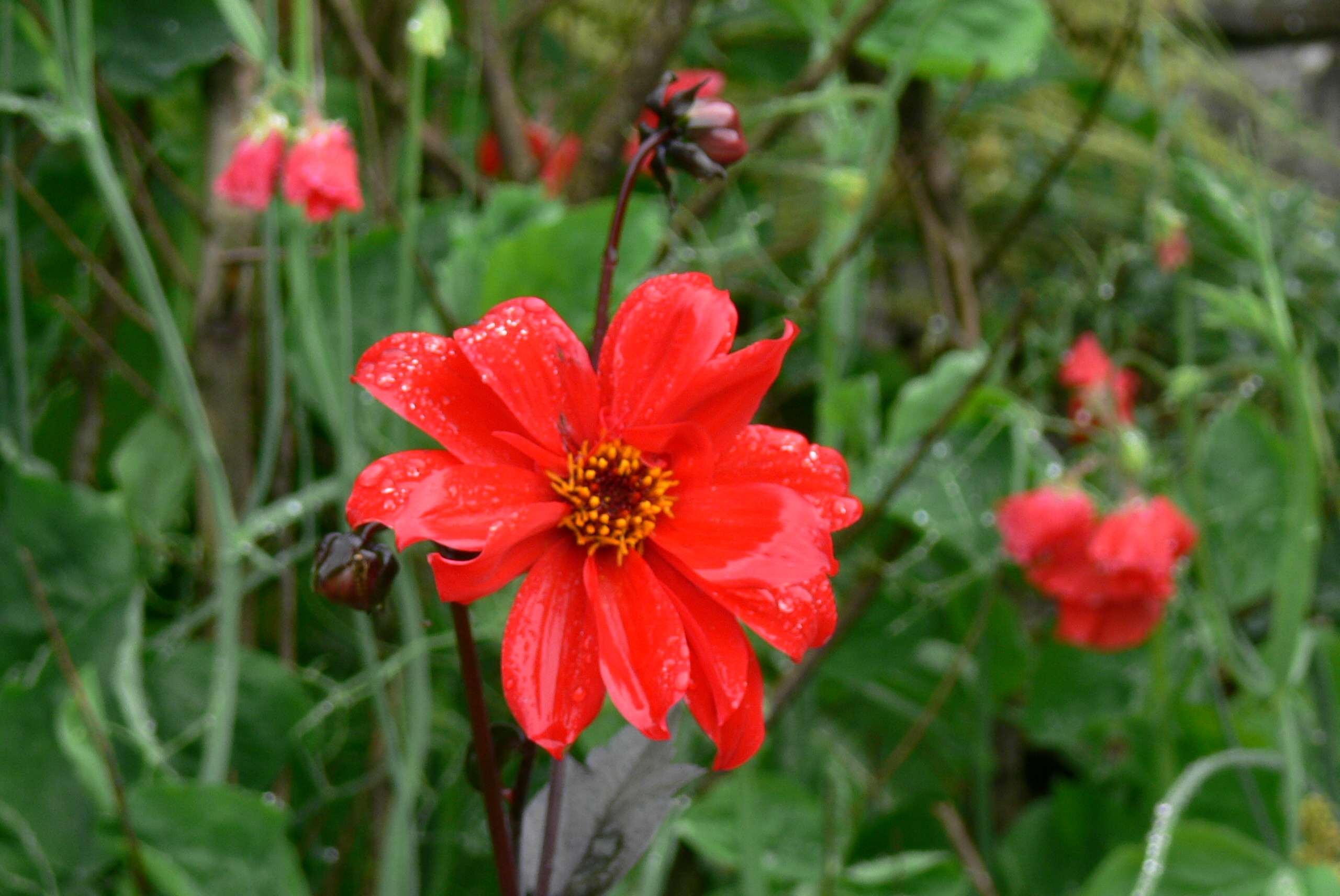
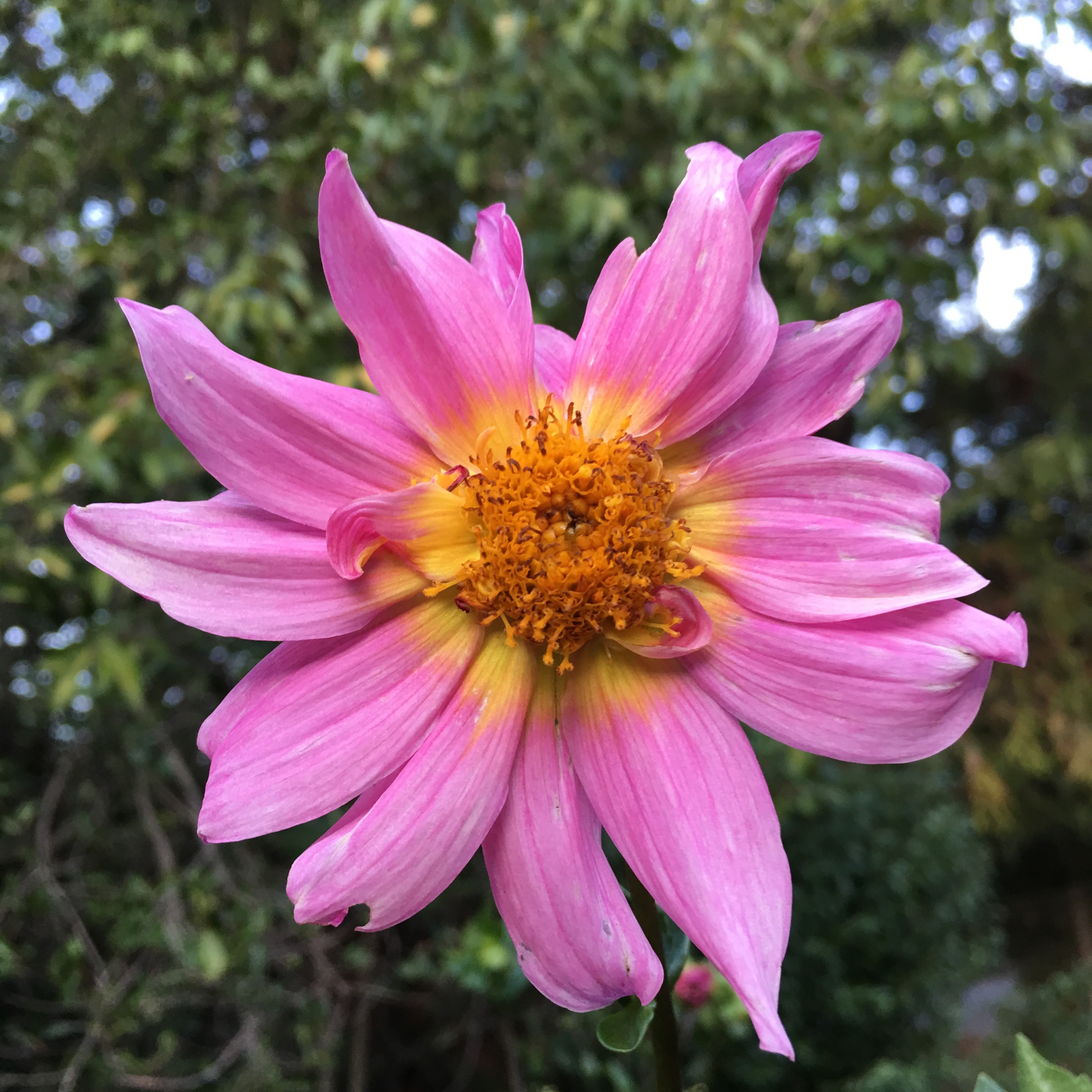
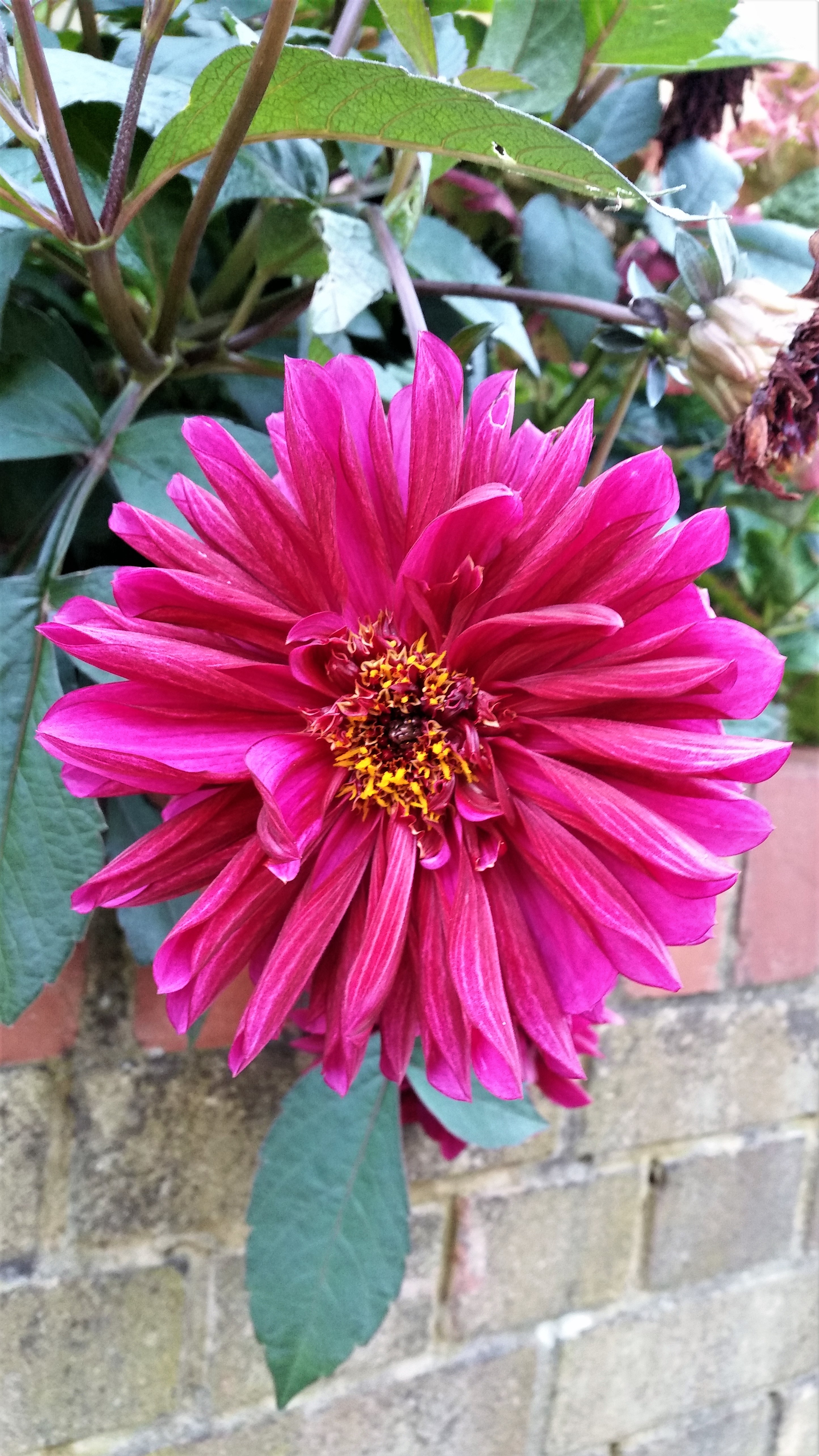
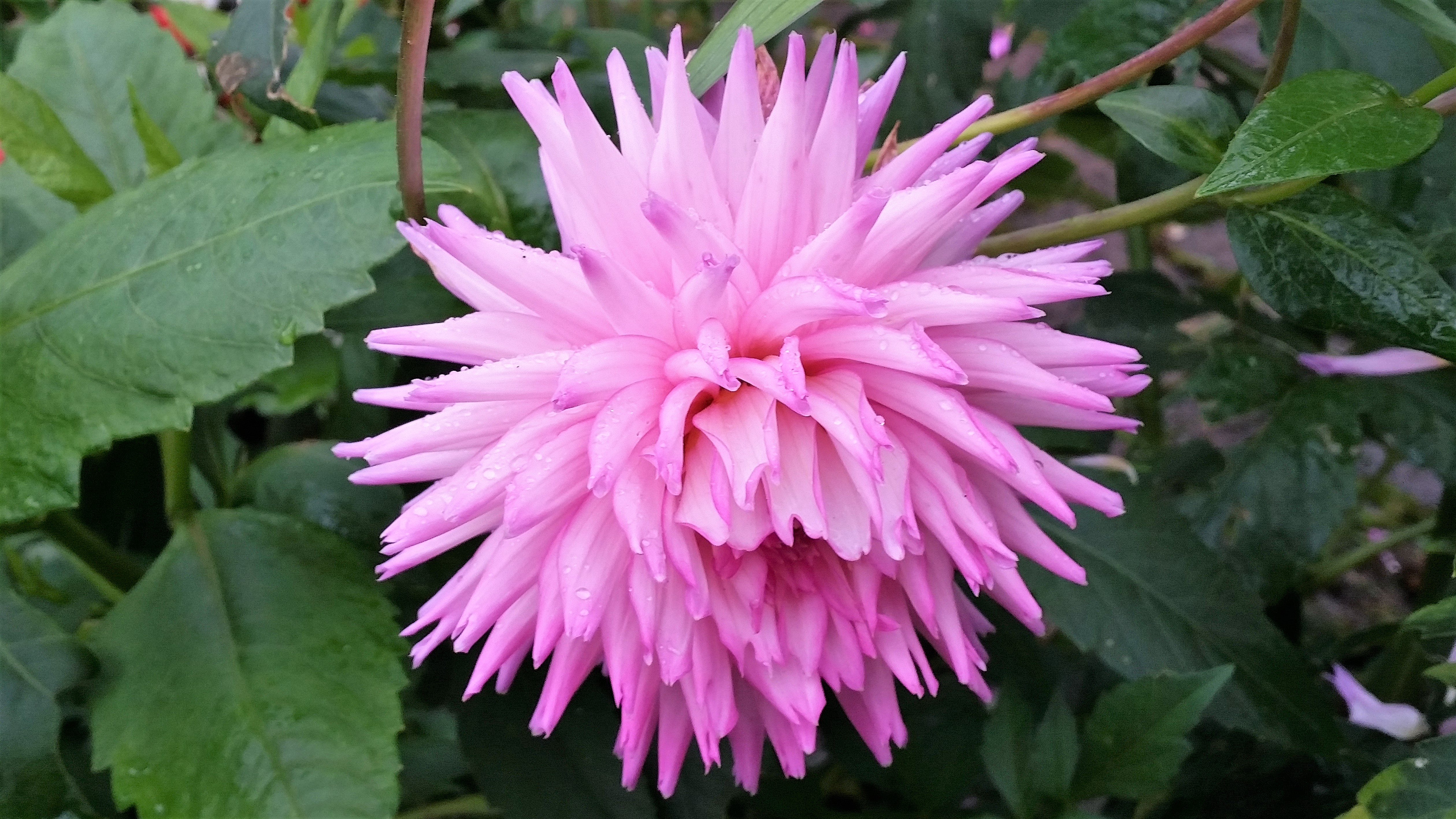
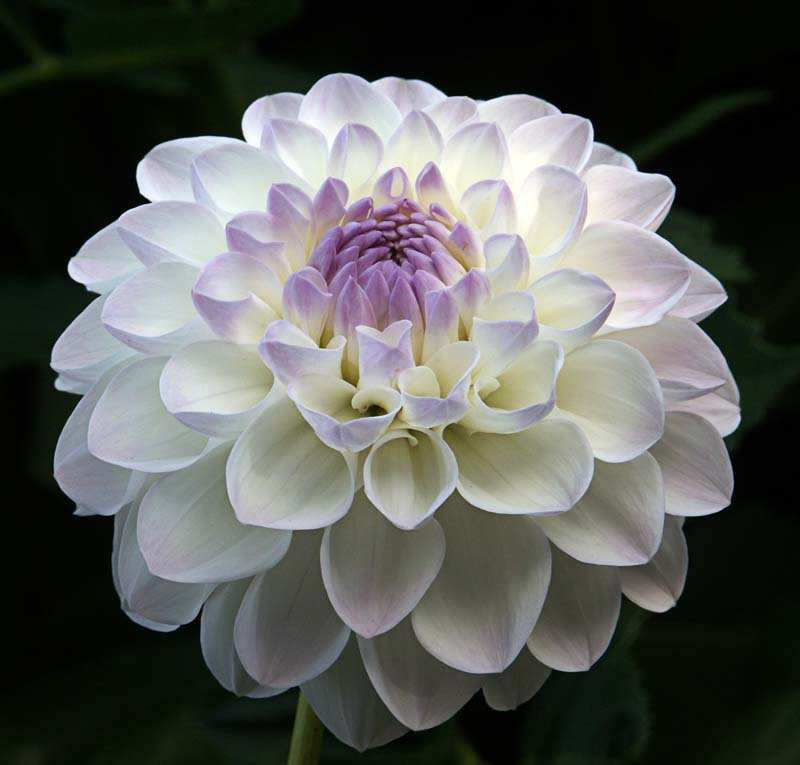
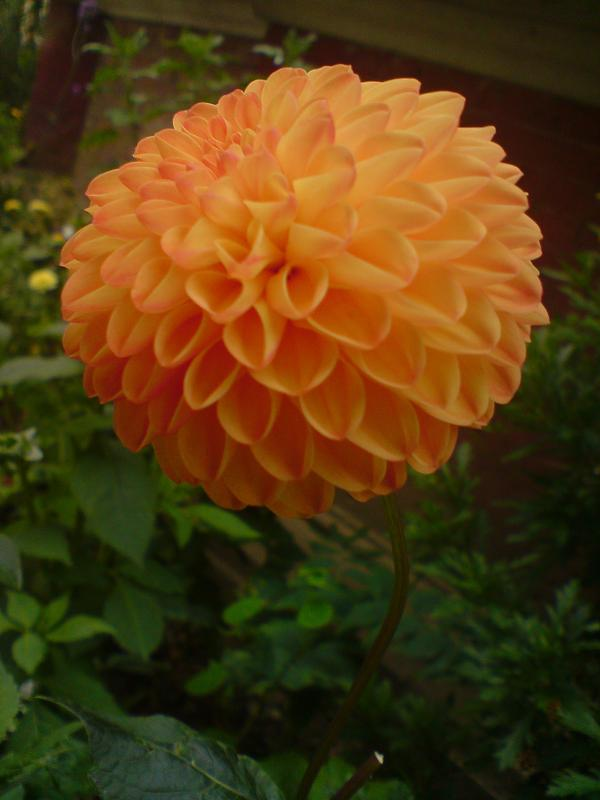
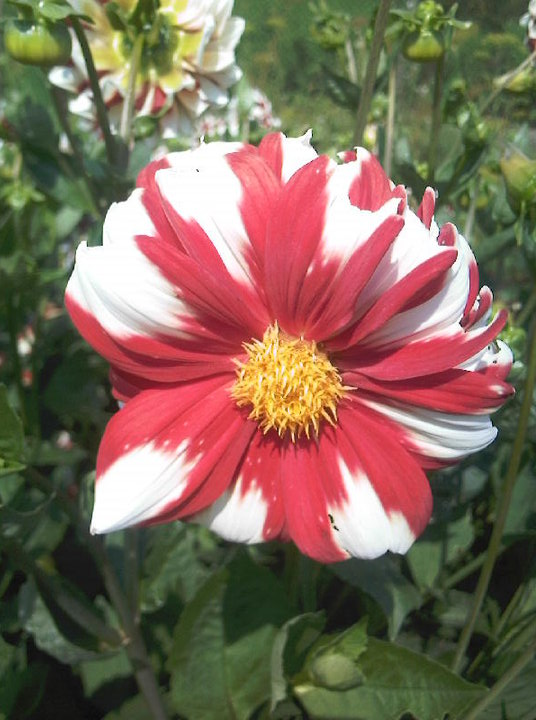
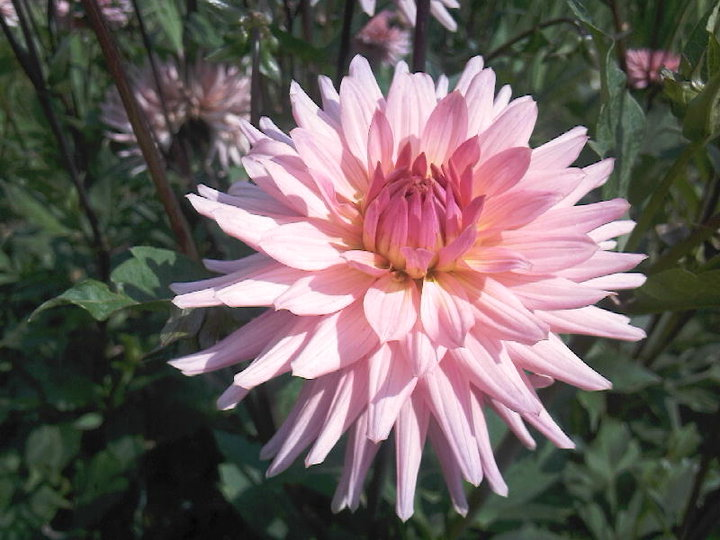
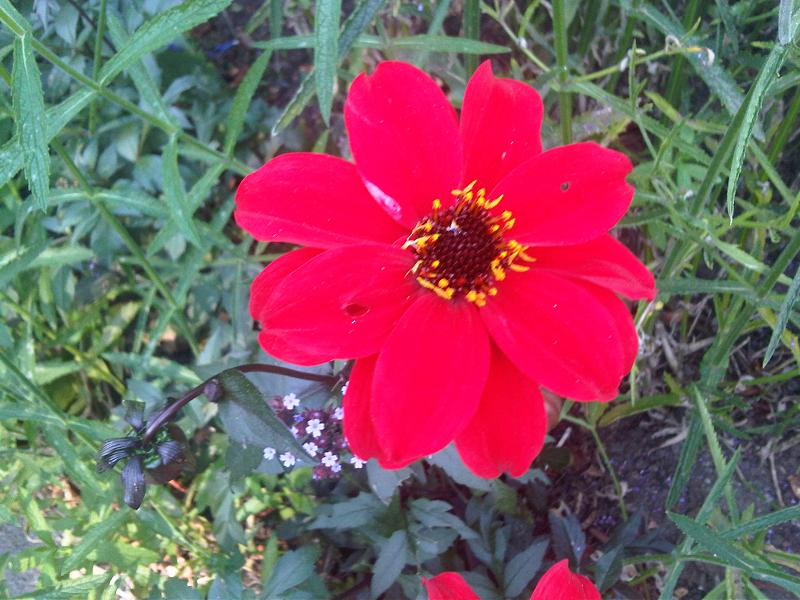
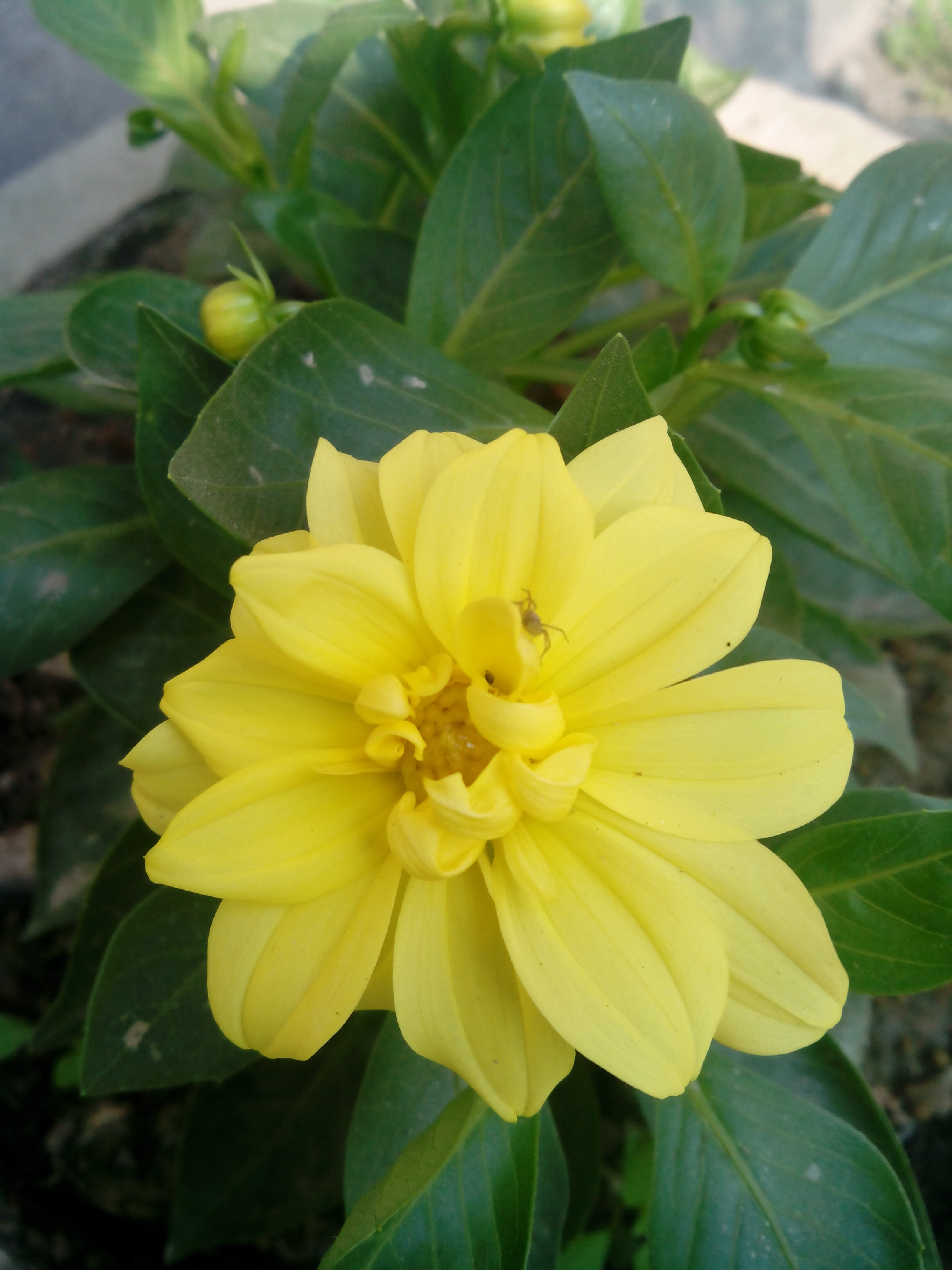

## Megjelenése
Évelő, lágy szárú növény, amely 70-120 centiméteresre, néha azonban akár 160 centiméteresre is megnő. Lehet gyöktörzse is és/vagy gumós gyökere. A szára felálló és egyenes, a virágoknál ágazik el. A levele általában egyszerű; a levélkéi oválisak, 5-10 centiméter hosszúak. Tipikusan az őszirózsafélékre jellemző fészekvirágzata van; egy-egy növény 2-8 virágot hozhat; júliustól októberig virágzik. A virág 5-15 centiméteres száron ül és 6-10 centiméter átmérőjű; az eredeti színezete a rózsaszíntől a sötétliláig változik; azonban az ember sok más színt és virágalakot is kifejlesztett.

### Fordítás
- Ez a szócikk részben vagy egészben  a   Dahlia pinnata című angol Wikipédia-szócikk ezen változatának fordításán alapul.  Az eredeti cikk szerkesztőit annak laptörténete sorolja fel. Ez a jelzés csupán a megfogalmazás eredetét és a szerzői jogokat jelzi, nem szolgál a cikkben szereplő információk forrásmegjelöléseként.